# Scott Dann
Scott Dann (Liverpool, 14 februari 1987) is een Engels voetballer die bij voorkeur als centrale verdediger speelt. Hij tekende in januari 2014 een contract voor in eerste instantie 3,5 jaar bij Crystal Palace, dat circa €1.850.000,- voor hem betaalde aan Blackburn Rovers.

## Clubcarrière
Dann debuteerde in 2004 als betaald voetballer bij Walsall. Die club verhuurde hem aan Køge BK, Redditch United en Hednesford Town.
In januari 2008 vertrok Dann naar Coventry City, toen actief in de Championship. Hier bleef hij twee seizoenen. Tijdens het seizoen 2008-2009 was hij aanvoerder.
Op 12 juni 2009 werd Dann voor vier miljoen euro verkocht aan Birmingham City. Hiervoor maakte hij zijn debuut in de Premier League. Op 13 februari 2010 scoorde hij zijn eerste doelpunt voor The Blues, in het toernooi om de FA Cup, tegen Derby County. In 2011 degradeerde hij met de club naar de Championship.
Op 31 augustus 2011, de laatste dag van de zomerse transferperiode, tekende Dann een vierjarig contract bij Blackburn Rovers. Dat legde 6,8 miljoen euro op tafel voor de centrale verdediger, als vervanger voor de naar Manchester United vertrokken Phil Jones. Op 11 september 2011 maakte hij zijn debuut voor Blackburn Rovers, tegen Fulham. Hij speelde de wedstrijd uit naast Christopher Samba. In december 2011 scoorde hij zijn eerste doelpunt voor Blackburn Rovers, tegen West Bromwich Albion. In die wedstrijd viel hij tevens geblesseerd uit met een testiculaire breuk waardoor hij zes weken aan de kant moest blijven. Tijdens het seizoen 2011-2012 eindigde Blackburn Rovers als negentiende in de competitie, waardoor Dann voor de derde keer in zijn carrière degradeerde met zijn club.
Na anderhalf seizoen met Blackburn Rovers in de Championship, tekende Dann in januari 2014 een contract voor in eerste instantie 3,5 jaar bij Crystal Palace. Dat betaalde circa €1.850.000,- voor hem aan Blackburn Rovers. Dann eindigde zijn eerste seizoen met Crystal Palace als elfde in de Premier League en het jaar erna als tiende. In juli 2015 verlengde hij zijn contract bij de club tot medio 2020.

## Erelijst
| Competitie          |         |         |         |         |
| Competitie          | Aantal  | Jaren   |         |         |
| Walsall             | Walsall | Walsall | Walsall | Walsall |
| ------------------- | ------- | ------- | ------- | ------- |
| Kampioen League Two | 1x      | 2006/07 |         |         |
| Birmingham City     |         |         |         |         |
| League Cup          | 1x      | 2010/11 |         |         |

1 Henderson ·
2 Ward  ·
3 Mitchell ·
4 Holding ·
5 Lacroix ·
6 Guéhi ·
7 Sarr ·
8 Lerma ·
9 Nketiah ·
10 Eze ·
11 França ·
12 Muñoz ·
14 Mateta ·
15 Schlupp ·
16 Andersen ·
17 Clyne ·
18 Kamada ·
19 Hughes ·
20 Wharton ·
26 Richards ·
28 Doucouré ·
30 Turner ·
31 Matthews ·
34 Riad ·
Chalobah ·
Moulden ·
Coach: Glasner